# 東灘ジャンクション
東灘ジャンクション（トンタンジャンクション）は京畿道華城市にある京釜高速道路と首都圏第二循環高速道路のジャンクションである。

## 接続する道路

### 釜山・ソウル方面
- 京釜高速道路（42-1番）

### 峰潭方面
- 首都圏第二循環高速道路（1番）

## 隣
京釜高速道路
(42) 烏山IC - (42-1) 東灘JCT - (43B) 器興東灘IC
首都圏第二循環高速道路
(4) 北烏山IC - (5) 東灘JCT - (1) 東灘IC
Template:首都圏第二循環高速道路